# Yadmaaguiin Dulmaa
Yadmaaguiin Dulmaa (24 de noviembre de 1981) es una deportista mongola que compitió en judo. Ganó dos medallas en el Campeonato Asiático de Judo de 2009: plata en –78 kg y bronce en la categoría abierta.

## Palmarés internacional
| Campeonato Asiático | Campeonato Asiático | Campeonato Asiático | Campeonato Asiático |
| Año                 | Lugar               | Medalla             | Categoría           |
| ------------------- | ------------------- | ------------------- | ------------------- |
| 2009                | Taipéi (Taiwán)     | Medalla de plata    | –78 kg              |
| 2009                | Taipéi (Taiwán)     | Medalla de bronce   | Abierta             |